# 리우 (가수)
리우(본명: 이상혁, 2003년 10월 22일~)는 대한민국의 남자 가수이자 케이오지엔터테인먼트 소속이며 대한민국의 보이 그룹 보이넥스트도어의 멤버이다.

## 소개
| 본명      | 이상혁 (李常赫[훈음], Lee Sanghyuk)                                                                                                |
| 출생      | 2003년 10월 22일 (20세) |
| 출생      | 서울특별시 강북구 번동 |
| 국적      | |
| 신체      | 171cm｜A형｜왼손잡이 |
| 가족      | 부모님, 형(1999년생), 남동생(2007년생)                                                                                             |
| 가족      | 반려견 대박, 짱이(포메라니안) |
| 학력      | 서울수송초등학교 (졸업) 수송중학교 (졸업) 한림연예예술고등학교 (실용무용과[2] / 졸업)                                              |
| 소속사    | KOZ 엔터테인먼트 |
| 소속 그룹 | BOYNEXTDOOR |
| 데뷔      | 2023년 5월 30일 BOYNEXTDOOR 싱글 1집 WHO! (데뷔일로부터 +260일 , 0주년)                                                            |
| MBTI      | ISFP[3] |
| 별명      | 우리리우[4], 완두콩, 춤신춤왕, 이리우[5], 도넛맨[6], 링자님[7], 이상형[8], 빨간머리 걔[9], 러블리우, 최연소 퍼디, 아기포메, 도넛킹 |

## 데뷔 전
- 어머니의 권유로 초등학교 5학년 때부터 춤을 추기 시작하였으며, 중학교 축제에 나가 무대 경험을 쌓으며 가수의 꿈을 키웠다. [11][12]

- 데프댄스스쿨 출신이다.
- TS엔터테인먼트, JYP엔터테인먼트에 1차 합격 한 적이 있다.

- 성호가 입사한 지 한 달 정도 되던 시기에 KOZ엔터테인먼트에 입사하여, 약 3년 8개월 간 연습생 생활을 거쳤다. KOZ엔터테인먼트의 2호 연습생이다.

- KOZ엔터테인먼트를 지원한 가장 큰 이유는 성장하는 회사와 같이 커가고, 그 회사의 첫 그룹으로서 시작을 같이 하고 싶다는 꿈이 있었기 때문이라고 한다.